# 馬德河
53°33′43″N 8°9′8″E / 53.56194°N 8.15222°E

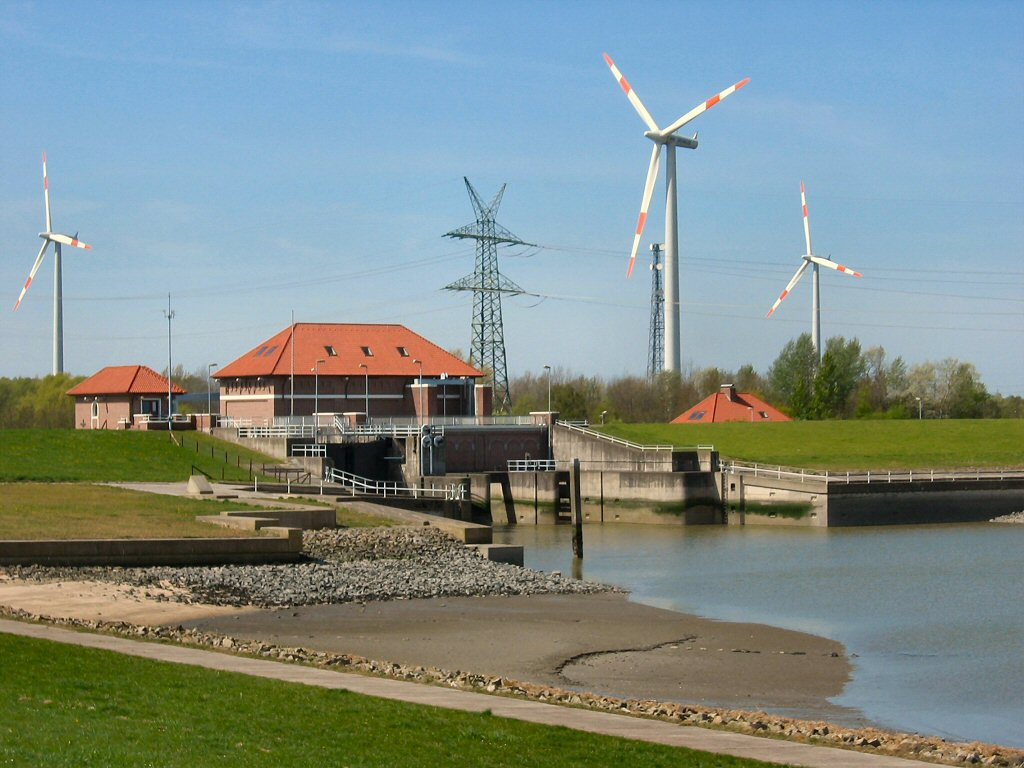

馬德河（德語：Maade，發音：[ˈmaːdə]）是德國下薩克森州的河流，位於該國西北部，處於威廉港，距離首都柏林約400公里，河道全長14.5公里，河畔城鎮有紹爾滕斯。